# Kozijn

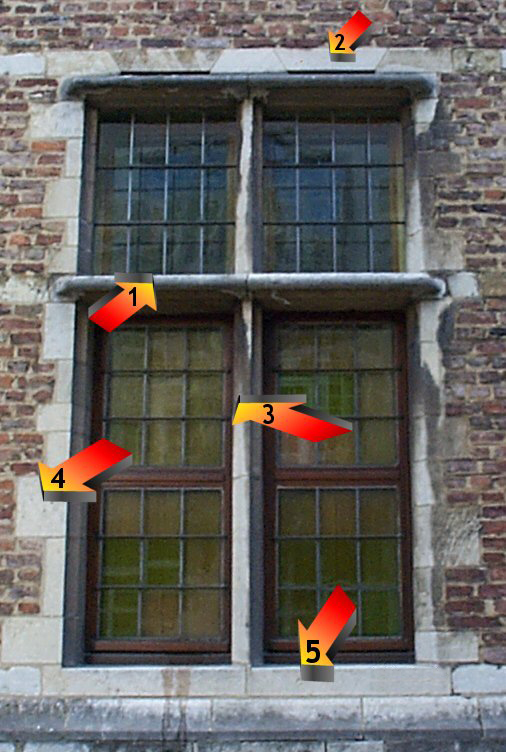
Kruiskozijn met
1) kalf 2) latei 3) penant 4) neggenblok 5) dorpel.

Kozijn met
1=zijstijl, 2=tussenstijl, 3=bovendorpel, 4=kalf of tussendorpel, 5=onderdorpel, A=bovenlicht met uitzetraam, B=deur, C=bovenlicht met vast glas, D=vast glas, E=paneel.

Een kozijn is een raamwerk, meestal van hout, metaal of kunststof waarin een deur, raam of een ander element kan worden aangebracht, om zo een ingangs- of lichtopening te vormen.

## Opbouw en plaats
In zijn meest eenvoudige vorm bestaat een kozijn uit twee stijlen (een linker- en een rechter stijl) en twee dorpels (een onder- en een bovendorpel). Een tussendorpel wordt ook wel kalf genoemd.
Een kozijn is een onderdeel van een wand of gevel, zonder dragende en constructieve functie. 
Wanneer de muuropening te breed is, zal een latei boven het kozijn worden aangebracht, om de krachten op te nemen die anders het kozijn zouden beschadigen. Een ontlastingsboog heeft dezelfde functie als een latei, de krachten opnemen en doen afvloeien op de muurdammen naast het kozijn. Kozijnen kunnen worden onderscheiden in binnen- en buitenkozijnen, waaraan verschillende eisen worden gesteld. Binnenkozijnen zijn kozijnen die binnen een gebouw worden toegepast, buitenkozijnen bevinden zich in de gevel van een gebouw en zijn zo onderdeel van de scheiding tussen binnen en buiten.

## Houten kozijnen
Houten kozijnen worden vervaardigd uit hardhout of naaldhout. Een kozijn van bijvoorbeeld afzelia, meranti of merbau (duurzaamheidsklasse 1 of 2) hoeft niet te worden geschilderd. Merbau heeft de vervelende eigenschap dat het kan gaan bloeden en de gevel zo vervuilt. Een kozijn van bijvoorbeeld lariks of grenen (duurzaamheidsklasse 4 of 5) dient geschilderd te worden om de levensduur te verlengen. Deze kozijnen moeten regelmatig worden gecontroleerd op bijvoorbeeld houtrot, en ongeveer eens in de 8 - 10 jaar geheel overgeschilderd worden. Andere gebruikte houtsoorten zijn vuren, grenen, lariks, robinia, sapupira. Voor duurzaam hout kan men kiezen uit een houtsoort voorzien van het FSC-keurmerk, het Keurhout-logo en/of het KOMO-keurmerk.

## Aluminium kozijnen
Ook vliesgevels kunnen in aluminium worden uitgevoerd. Aluminium kozijnen worden verduurzaamd door het aanbrengen van een poedercoating of het aanbrengen van een anodiseerlaag. De isolatiewaarde van het kozijn hangt sterk af van de kwaliteit van de thermische onderbreking en de glassoort waarmee beglaasd is.

## Kunststof kozijnen
Kunststof kozijnen worden meestal vervaardigd van polyvinylchloride (pvc). Er zijn verschillende kwaliteiten in de handel.
De uitstraling van kunststof kozijnen werd in het verleden als minder ervaren. De huidige generatie kunststof kozijnen benadert steeds meer traditionele houten kozijnen qua uiterlijk door de houtnerf, haakse 'houtverbinding' en dieptewerking van de profielen. Kunststof hoeft niet te worden geschilderd wat een kostenvoordeel kan betekenen, maar wel jaarlijks behandelen met onderhoudsmiddel.

## Naden en kieren
Goede detaillering van aansluitingen en dergelijke voorkomt en beperkt het gebruik van afdichtingsmiddelen zoals kit. Het gebruik van prefab-producten met tevoren aangebrachte afdichtingen, en schone en droge voegen beperkt onnodig gebruik van afdichtingsmiddelen. Goede afdichting van naden voorkomt niet alleen energieverlies, maar zorgt ook voor geluidisolatie en  beperkt de ongecontroleerde ventilatie.

## Inbraakbeveiliging
Kozijnen met de daarin afgehangen (aangebrachte) elementen (ramen, deuren) met het Politiekeurmerk Veilig Wonen (PKVW) zijn beter bestand tegen inbraak. De eisen zijn vastgelegd in het Politiekeurmerk dat werkt met een 100-puntensysteem om de mate van inbraakwerendheid vast te leggen. De score (0-99%) geeft de vermindering van de kans op inbraak aan.